# Internationale Weltfrieden Partei
Die Internationale Weltfrieden Partei (Kurzbezeichnung: IWP) war eine politische Kleinpartei in der Bundesrepublik Deutschland.
Sie wurde Anfang der 1980er Jahre in München gegründet. Gründer und Vorsitzender war Eugen Held, der auch sämtliche Ausgaben der Partei trug. Von den Mitgliedern wurden keine Beiträge erhoben.
Mit Wahlkampfslogans wie „Lass die Theorien und Ideologien – anstatt der Menschen – sterben!“ und „Nie mehr Missbrauch der Macht durch Politik, Kapital, Religion, Gewerkschaft“ trat die IWP für eine total waffenlose Gesellschaft und den Weltfrieden ein.
Die Partei nahm an den Landtagswahlen in Bayern 1982 und 1986 teil, erreichte aber jeweils nur 0,01 % der Stimmen. Sie existierte auf jeden Fall noch am 26. August 1988. Über die weitere Geschichte der Partei ist nichts bekannt.